# Fotbollsfantasten
Fotbollsfantasten (Tommy's Troubles i original), brittisk fotbollsserie av Fred Baker och Ramiro Bujeiro som ursprungligen gick i den brittiska sportserietidningen Roy of the Rovers mellan åren 1976 och 1986.
Serien handlade om den engelske skolpojken Tommy Barnes som gick på en skola där rugbyn prioriterades. I protest startade han sitt eget fotbollslag, Barnes United, tillsammans med vännen Ginger Collins. Ärkefienderna var de ligistartade rugbykillarna Adam Waller och Cyril Swate.
Serien har publicerats i svenska Buster.
 Artikeln var, i den version den hade den 16 maj 2006, helt eller delvis hämtad från Seriewikin (hos Seriefrämjandet): Fotbollsfantasten